# Nguyễn Kiên Quyết
Nguyễn Kiên Quyết (sinh ngày 14 tháng 11 năm 1996) là một cầu thủ bóng đá người Việt Nam hiện đang thi đấu ở vị trí tiền vệ cho câu lạc bộ V.League 2 Trường Tươi Bình Phước.
Anh là một trong số ít những cầu thủ Yên Bái cũng như vùng Tây Bắc từng chơi bóng ở đấu trường V.League 1.

## Sự nghiệp
Năm 2007, tại Giải bóng đá Cúp PTTH tỉnh Yên Bái lần thứ V, Kiên Quyết được bầu chọn là "cầu thủ xuất sắc nhất giải". Sau thành công đó, anh được chọn vào đội tuyển bóng đá nhi đồng của tỉnh Yên Bái tập luyện và tham dự Giải Bóng đá nhi đồng khu vực phía Bắc. Cũng trong năm này, anh trúng tuyển vào Học viện Hoàng Anh Gia Lai JMJ khoá I (2007–2014) và cùng đồng đội tham gia một số giải trẻ.
Năm 2017, Kiên Quyết được đôn lên đội một Hoàng Anh Gia Lai nhưng với sự xuất sắc của các cầu thủ khóa I khác, anh không có cơ hội để ra sân. Tháng 8 năm 2017, Kiên Quyết có tên trong đội hình U-21 Hoàng Anh Gia Lai tham dự giải bóng đá vô địch U-21 Quốc gia 2017. Anh được đá chính trong trận chung kết và Hoàng Anh Gia Lai giành chức vô địch sau khi thắng thuyết phục U-21 Viettel với tỷ số 3–0.
Mùa giải 2018, Kiên Quyết được đem cho câu lạc bộ Cần Thơ mượn với thời hạn 1 năm. Ngày 1 tháng 4 năm 2018, anh có lần đầu tiên chơi tại V.League 1 khi vào sân thay cho Võ Út Cường trong trận thắng 1–0 của Cần Thơ trước Hải Phòng.
Mùa giải 2019, anh quay trở về Hoàng Anh Gia Lai thi đấu. Năm 2021, anh lại được Hoàng Anh Gia Lai cho Hải Phòng mượn 2 năm. Khép lại mùa giải 2023, Nguyễn Kiên Quyết được gọi trở lại HAGL.
Tháng 07/2023, Nguyễn Kiên Quyết chính thức chia tay Hoàng Anh Gia Lai sau hơn 13 năm gắn bó và đã đạt thoả thuận gia nhập Câu lạc bộ bóng đá Trường Tươi Bình Phước.

## Thống kê sự nghiệp

### Câu lạc bộ
Tính đến ngày 05 tháng 11 năm 2024
| Câu lạc bộ        | Mùa giải       | Giải vô địch quốc gia | Giải vô địch quốc gia | Giải vô địch quốc gia | Cúp quốc gia | Cúp quốc gia | Châu lục | Châu lục | Khác | Khác | Tổng cộng | Tổng cộng |
| Câu lạc bộ        | Mùa giải       | Hạng                  | Trận                  | Bàn                   | Trận         | Bàn          | Trận     | Bàn      | Trận | Bàn  | Trận      | Bàn       |
| ----------------- | -------------- | --------------------- | --------------------- | --------------------- | ------------ | ------------ | -------- | -------- | ---- | ---- | --------- | --------- |
| Cần Thơ (mượn)    | 2018           | V.League 1            | 3                     | 0                     | 0            | 0            | —        | —        | —    | —    | 3         | 0         |
| Hoàng Anh Gia Lai | 2019           | V.League 1            | 9                     | 0                     | 0            | 0            | —        | —        | —    | —    | 9         | 0         |
| Hoàng Anh Gia Lai | 2020           | V.League 1            | 4                     | 0                     | 1            | 0            | —        | —        | —    | —    | 5         | 0         |
| Hoàng Anh Gia Lai | 2021           | V.League 1            | 1                     | 0                     | 0            | 0            | —        | —        | —    | —    | 1         | 0         |
| Hoàng Anh Gia Lai | 2023-24        | V.League 1            | 3                     | 0                     | 0            | 0            | —        | —        | —    | —    | 3         | 0         |
| Hoàng Anh Gia Lai | Tổng cộng      | Tổng cộng             | 17                    | 0                     | 0            | 0            | —        | —        | —    | —    | 18        | 0         |
| Tổng sự nghiệp    | Tổng sự nghiệp | Tổng sự nghiệp        | 20                    | 0                     | 1            | 0            | —        | —        | —    | —    | 21        | 0         |

## Danh hiệu

### Câu lạc bộ
U-21 Hoàng Anh Gia Lai
- Giải bóng đá U-21 vô địch quốc gia: 2017

Hải Phòng (mượn)
- V.League 1:  2022